# Хочу бути українцем
«Хочу бути українцем» — документальна телевізійна стрічка, 2006 року, тривалість 36 хв. Режисер Олексій Синельников, сценаристи Юрій Синельников та Володимир Рибкін, продюсер Юрій Синельников.

## Сюжет

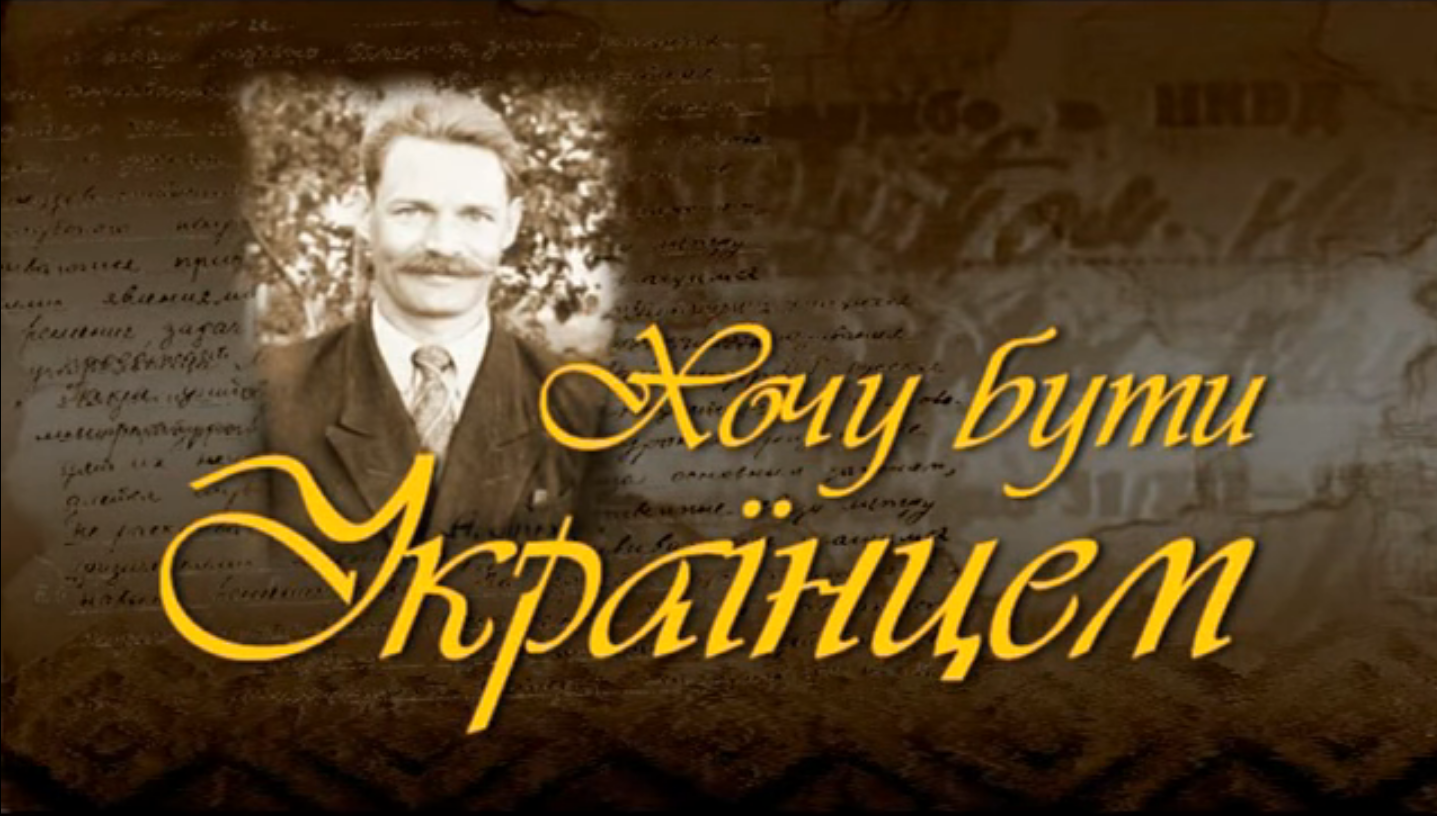
з титрів фільму «Хочу бути українцем» (2006 р.)

Фільм висвітлює життєвий шлях відомого українського правозахисника, одного із засновників Української Гельсінської групи Олекси Івановича Тихого. Ґрунтується на спогадах побратимів-дисидентів Левка Лук'яненка, Василя Овсієнка, сина — Володимира Тихого, а також на численних документальних матеріалах.